# Peter Bichsel

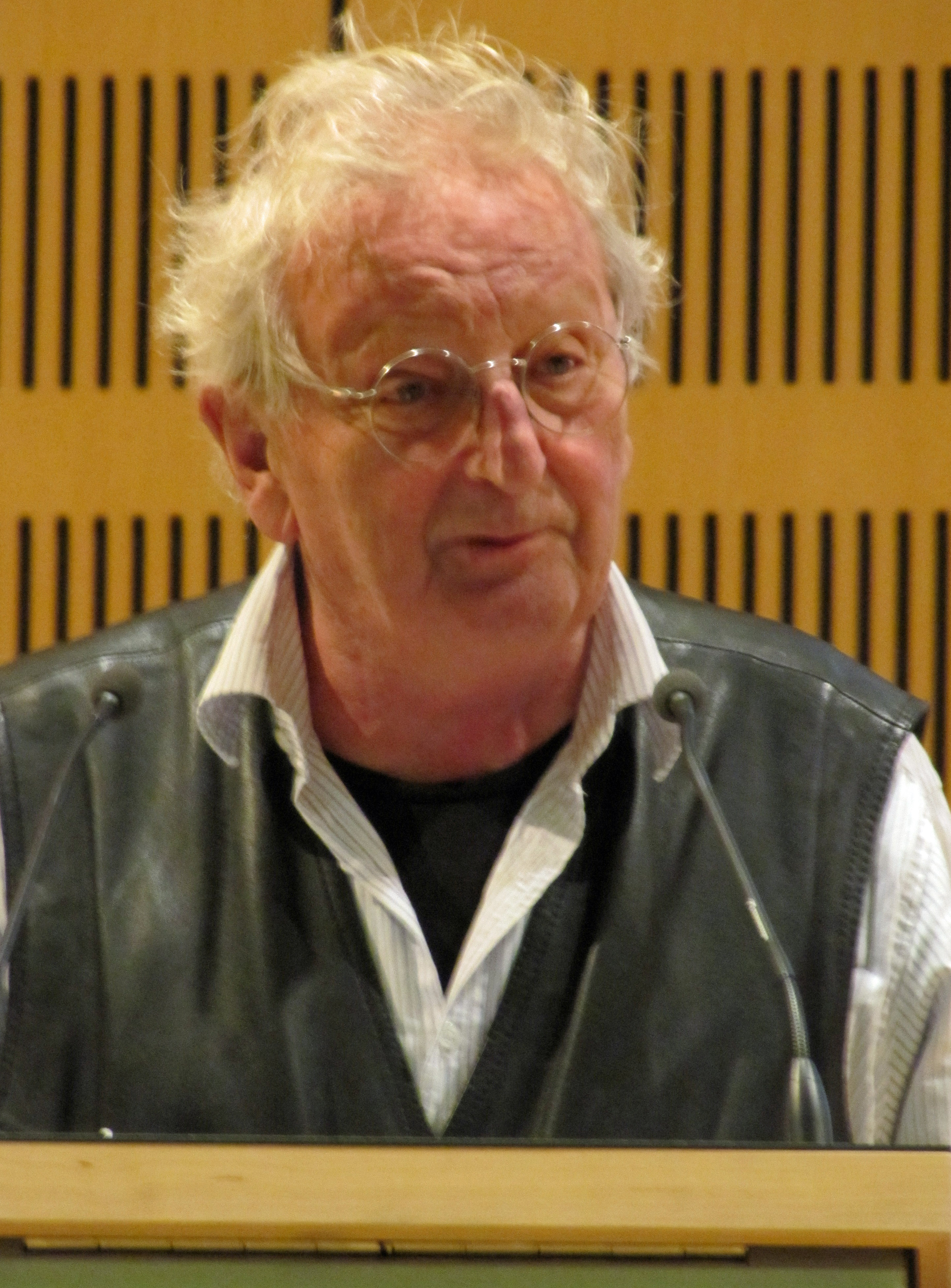
Peter Bichsel (2012)

Peter Bichsel (ur. 24 marca 1935 w Lucernie, Szwajcaria, zm. 15 marca 2025 w Zuchwil) – szwajcarski pisarz. Syn rzemieślnika, dorastał w Lucernie, następnie od 1941 roku w Olten. W Solothurn odebrał wykształcenie jako nauczyciel nauczania początkowego. W roku 1956 ożenił się z aktorką Therese Spörri (zmarła 2005), ma córkę i syna. Do 1968 roku pracował jako nauczyciel w szkole podstawowej, następnie jako osobisty doradca jednego z członków Szwajcarskiej Rady Związkowej – Wililego Ritscharda. Był również blisko zaprzyjaźniony z Maxem Frischem. Mieszkał w Bellach, niedaleko Solothurn w Szwajcarii.

## Dzieła
- Versuche über Gino (1960)
- Eigentlich möchte Frau Blum den Milchmann kennenlernen (1964)
- Die Jahreszeiten (1967)
- Kindergeschichten (1969)
- Des Schweizers Schweiz (1969)
- Inhaltsangabe der Langeweile (Hörspiel, 1971)
- Geschichten zur falschen Zeit (Kolumnen, 1979)
- Der Leser – das Erzählen. Frankfurter Poetik-Vorlesungen (1982)
- Schulmeistereien (Reden und Aufsätze, 1985)
- Der Busant – von Trinkern, Polizisten und der chönen Magelone (1985)
- Irgendwo anderswo – Kolumnen 1980–1985 (1986)
- Möchten Sie Mozart gewesen sein? Meditation zu Mozarts Credo-Messe KV 257. Predigt für die andern: eine Rede für Fernsehprediger (1990)
- Im Gegenteil – Kolumnen 1986–1990 (1990)
- Zur Stadt Paris – Geschichten (1993)
- Gegen unseren Briefträger konnte man nichts machen. Kolumnen 1990–1994 (1995)
- Die Totaldemokraten – Aufsätze über die Schweiz (1998)
- Cherubin Hammer und Cherubin Hammer (1999)
- Alles von mir gelernt – Kolumnen 1995–1999 (2000)
- Eisenbahnfahren (2002)
- Doktor Schleyers isabellenfarbige Winterschule. Kolumnen 2000–2002 (2003)
- Das süsse Gift der Buchstaben: Reden zur Literatur (2004)
- Wo wir wohnen – Geschichten (2004)
- Cherubin Hammer und Cherubin Hammer (2005)
- Kolumnen, Kolumnen (2005)